# Vityazoecia
Vityazoecia is een geslacht van kreeftachtigen uit de klasse van de Ostracoda (mosselkreeftjes).

## Soorten
- Vityazoecia goodayi (Chavtur, 1987)
- Vityazoecia lunata (Deevey, 1978)